# ياغ كوشفادا 7
ياغ كوشفادا 7 نوفتني (JG 7) كان جناح مقاتل لقوات الـ لوفتفافه خلال الحرب العالمية الثانية، وأول وحدة مقاتلة نفاثة عملياتية في العالم. تم إنشاؤها في أواخر عام 1944، وخدمت حتى نهاية الحرب في مايو 1945، وقامت بتشغيل طائرة مقاتلات من طراز مسرشميت مي 262 حصريًا.

## خلفية
تم تشكيل JG 7 تحت قيادة أوبرست يوهانس شتاينهوف، مع إعادة ترقيم كوماندو نوفتني (الجناح الاختبارب مي 262 الأولي) ب، III. / JG 7. تحت قيادة الرائد إريك هوهاجن حيث كان III. / JG 7 كان العنصر الوحيد في JG 7 الجاهز للعمل ضد الحلفاء. عانت JG 7 طوال فترة وجودها من الحصول على إمدادات غير منتظمة من الطائرات والوقود وقطع الغيار الجديدة. مع مثل هذه الطائرة الجديدة بشكل جذري، كانت حوادث التدريب شائعة أيضًا، حيث فقدت 10 طائرات مي 262s في ستة أسابيع.
في 3 فبراير، اعترضت JG 7 تشكيلات من قاذفات القوات الجوية الأمريكية وأسقطت 5 قاذفات.
بحلول نهاية فبراير 1945، كانت JG 7 قد أعلنت عن حوالي 45 قاذفة بأربعة محركات و15 مقاتلة، ولكن في هذه المرحلة من الحرب لم يكن لمعدل النجاح هذا أي تأثير على الإطلاق على هجوم الحلفاء الجوي.
خلال شهر مارس، بدأت المجموعة السابعة في تقديم هجمات واسعة النطاق ضد قاذفات الحلفاء. شهد 3 مارس 29 طلعة جوية في 8 عمليات قتالية (فقدت خلالها طائرة واحدة). في 18 مارس الثالث. قام III./JG 7 بأكبر هجوم لها حتى الآن، حيث اشتبكت نحو 37 طائرة من طراز مي 262 مع قوة 1200 قاذفة أمريكية و600 مقاتلة. كان هذا الإجراء بمثابة أول استخدام لصواريخ R4M الجديدة غير الموجهة. تمت الحديث عن فقدان 12 قاذفة ومقاتلة واحدة مقابل 3 طائرات مي 262s.
من الصعب تحديد العدد الإجمالي للطائرات التي أسقطتها JG 7 بسبب فقدان سجلات لوفتفافه؛ ربما تم اسقاط ما بين 136 و420 طائرة للحلفاء.

## التاريخ العملياتي

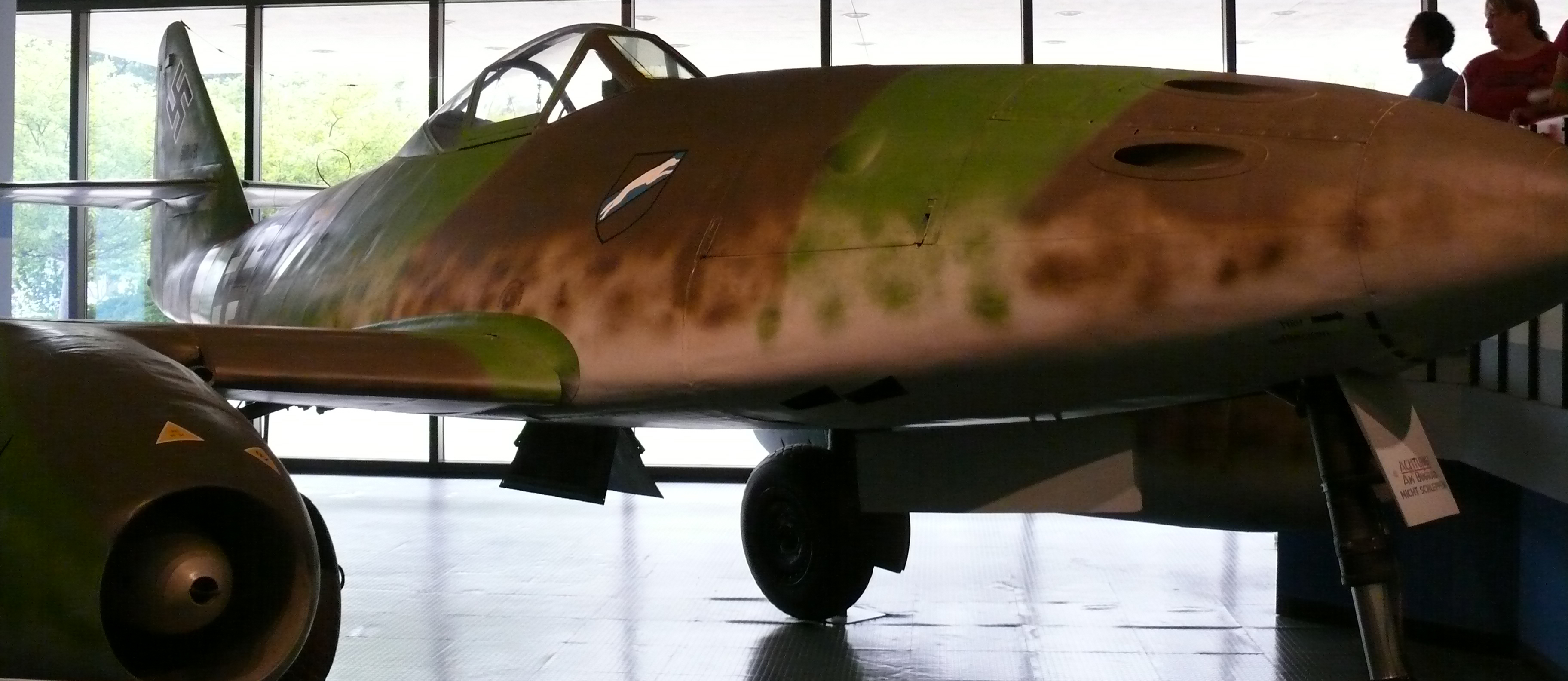

### مارس 1945
- الأحد 18 مارس 1945: اشتبكت طائرات 37 مي 262 مع حوالي 1330 قاذفة أمريكية ثقيلة وأكثر من 700 مقاتلة من سلاح الجو الأمريكي الثامن المتجه إلى برلين، والمعروف باسم «المهمة 894» من قبل الأمريكيين،.[1] تم تجهيز مي 262s لأول مرة بـ 24 صاروخ جو - جو جديد من طراز R4M. ادعت JG 7 ضربها 12 قاذفة ومقاتلة واحدة على الرغم من أن السجلات الأمريكية تشير إلى فقدان ثمانية قاذفات ثقيلة فقط. فقدت III./JG 7 ثلاث طائرات مقاتلة في المقابل. اضطر I / JG 7 إلى الإقلاع في الطقس السيئ وفقد هانز والدمان في حادث تصادم جوي مع هانز ديتر وييز وجونتر شري بعد الاشتباك مع مقاتلات ـمريكية.
- 21 مارس 1945: ادعت JG 7 إسقاط 13 قاذفة بي-17s (فقدت 6 قاذفات ثقيلة من سلاح الجو الثامن) فقدت 4 طائرات مي 262s.
- 22 مارس 1945: 27 مي 262's من II./JG 7، بقيادة الرائد ثيودور ويسنبرغر، هاجمت B-17s لايبزيغ. ادعى كل من Weissenberger وهاينز أرنولد إسقاط طائرة بي-17 من القاذفات الـ 12 التي وعمت الوحدة إسقاطها (فقد 10 من قبل تشكيل القوات الجوية الخامس عشر).[2]
- 23 مارس 1945: هاجمت قاذفات ثقيلة من سلاح الجو الأمريكي الخامس عشر المصافي في روهلاند ، حيث توقف إنتاج الوقود تمامًا بعد الهجوم. ردت لوفتواف على هذا الهجوم بـ 14 مقاتلة نفاثة ادعت اثنين من الانتصارات المؤكدة واحتمال واحد خلال دورة 11 قتال جوي فوق كيمنتس . كان الفضل للرائد Heinrich Ehrler في تدمير طائرتين B-24s وربما تدمير Oberfeldwebel Reinhold بطائرة B-17. تؤكد مصادر أمريكية هذه الادعاءات بمهاجمة Me 262s في منطقة العمليات.[3]
- 24 مارس 1945: اعترضت JG 7 تشكيل قاذفة قنابل من سلاح الجو الخامس عشر وضربت 10 قاذفات بأربعة محركات. (لم تسجل الأرشيفات الأمريكية سوى إلى فقدان طائرة واحدة).[4]
- 25 مارس 1945: ادعت JG 7 إسقاط خمس طائرات بي-24، على الرغم من فقدان 5 طائرات مي 262s ب25 طلعة جوية تم إرسالها.
- 31 مارس 1945: إسقاط 19 قاذفة قنابل ذات أربعة محركات ومقاتلتين والتدمير المحتمل لقاذفة آخرى.[5]

## القادة
- المقدم يوهانس شتاينهوف، 1 ديسمبر 1944
- الرائد ثيودور ويسنبرغر، 1 يناير 1945